# Zacharias Dollingen
Zacharias Dollingen, né en 1808 à Fontainebleau et mort le 9 août 1878 à Paris 2e, est un journaliste et publicitaire français.

## Biographie
Né « dans une famille juive modeste », Zacharias Dollingen commence par travailler à Paris en 1833 dans la boutique de vente de fournitures de bureau de ses parents située au 8 rue de la Marche, proposant entre autres les « Crayons-Dollingen », publicisés jusqu'en 1838. Un an plus tôt, Zacharias lançait un annuaire, avec l'éditeur Desorcy, le Panorama de l'industrie, ou Guide de l'acheteur, qui semble destiné aux touristes et aux provinciaux en visite dans la capitale, et contenant des parcours des meilleurs boutiques.
Il fonde ensuite en octobre 1841 les Salons parisiens, vaste galerie destinée à accueillir les productions industrielles et commerciales nationales et de les promouvoir. Il travaille en lien avec l'Exposition des produits de l'industrie française qui se tient chaque année à Paris. Son agence, Dollingen et Cie, est située au 8 rue Laffitte. Elle va peu à peu vendre des emplacements publicitaires par affermage, publiés dans des journaux français, et gérer certains abonnements de titres situés en province. En 1844, l'« Agence de publicité Dollingen » propose ses services dans la plupart des périodiques français. Il s'attire quelques procès, Dollingen refusant de placer des annonces qu'il juge inopportunes. Dès 1845, il se retrouve face à la concurrence de la Compagnie générale d'annonces gérée par Charles Duveyrier, et les deux hommes en viendront à se faire de nombreux procès.
Vers 1850, le siège de son agence migre au 85 rue de Richelieu. Parmi ses nouveaux clients, l'hôtel du Prince de Galles (qui n'a rien à voir avec l'actuel établissement) pour lequel il passe des annonces. En 1852, Dollingen ouvre un nouveau siège au 48 rue Vivienne, avec pour raison sociale « Maison de commission Dollingen ». Le 11 juillet suivant, son épouse, Anne-Marie, meurt, âgée de 43 ans, rue Laffitte. Le couple a un fils, Paul, qui est à cette époque pianiste.
En septembre 1853, Dollingen lance La Gazette, sous la forme d'un numéro spécimen tiré à 3 000 exemplaires, avec Achille Denis. Sans lendemain, le titre est abandonné. Le 2 avril 1854, Dollingen est annoncé directeur de la nouvelle mouture du Figaro, aux côtés de Hippolyte de Villemessant et Benoît Jouvin ; il leur apporte un important réseaux d'annonceurs et semble à l'origine du format sur trois colonnes, plus aéré. L'association prend fin le 2 juillet suivant.

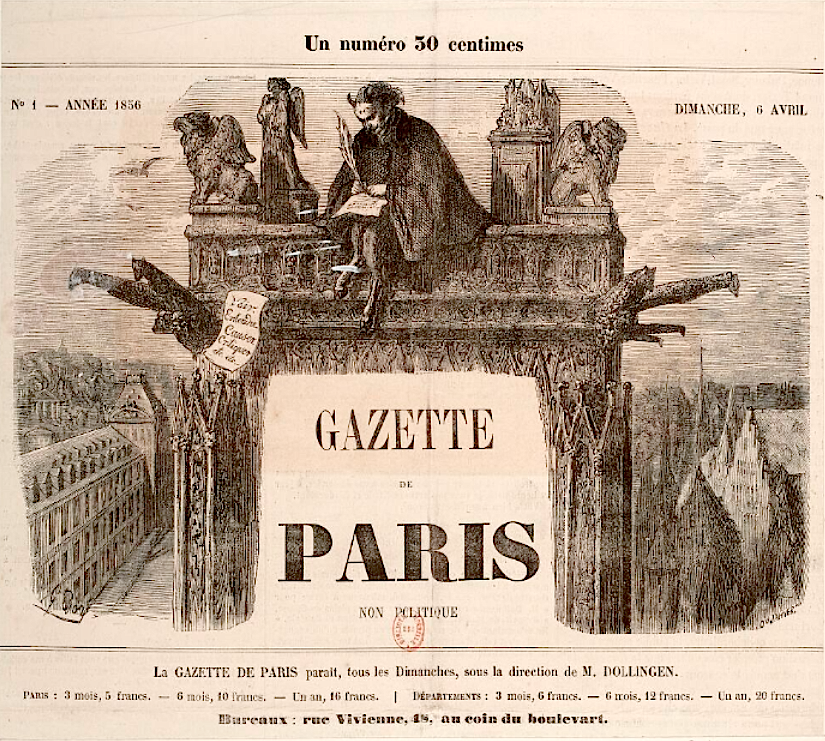
Titre de la Gazette de Paris, par Gustave Doré, gravé sur bois par Octave Jahyer (1856, BnF).

Le 6 avril 1856, Dollingen lance un nouvel hebdomadaire, la Gazette de Paris dont le siège est à l'adresse de l'agence. Le périodique se concentre sur la capitale, ses plaisirs, la littérature, son histoire, ses expositions, ses commerces, mais sans faire de politique. Le tirage moyen s'établit à un millier d'exemplaires. Parmi les collaborateurs, on trouve la signature d'Alexandre Privat d'Anglemont et celle de Roger de Beauvoir. En janvier 1859, l'illustration y débute avec Bertall. En mars suivant, Villemessant rachète le titre, dont le dernier numéro sort en mars 1860.
Sa signature se retrouve ensuite liée aux notices rédactionnelles publiées sous les portraits photographiques de la Galerie des contemporains publiée par Napoléon Chaix (1860-1862).
En novembre 1868, il lance le Journal des journaux, un hebdomadaire qui ne dure que quelques semaines.
En juillet 1871, il publie chez Chaix, Pourquoi je vends ma propriété d'Étretat, une plaquette de type annonce immobilière, dans laquelle il revient sur ses origines, et son parcours ; on y apprend entre autres que cette propriété qu'il vend avait été construite sur ses instructions en 1862 par l'architecte Théodore Huchon (1824-1895), sous la forme d'un castelet avec une tourelle.
Peu après, il aide son fils Paul à lancer l'Agence Dollingen fils & Cie située passage des Princes, proposant là encore de placer des annonces et réclames publicitaires, ainsi que des faits-divers. Celui-ci s'associe ensuite avec A. Seguy (« P. Dollingen & A. Seguy »). Son père poursuit lui de son côté le même métier de régie, rue Vivienne, bureau qui semble cesser ses activités après 1873, au moment du rachat par SGA-Havas.
Zacharias Dollingen meurt le 9 août 1878, chez lui, au 48 rue Vivienne.